# Marleen Kuppens
Marleen Kuppens (Neerpelt, 30 april 1959) is een Belgische voormalige kajakster. Ze nam deel aan drie Olympische Spelen, die van 1976, 1980 en 1984.

## Levensloop
Kuppens begon op 12-jarige leeftijd met kajakken bij Neerpeltse WC. Ze nam deel aan de Open Europese Kampioenschappen junioren te Rome in 1975 en te Vichy in 1977 waar ze in de K1 500 m een bronzen medaille behaalde.
In 1984 haalde ze op de Olympische Zomerspelen in Los Angeles samen met Lutgarde Thijs een finaleplaats in de K2 500 m.